# Arnold Ott
Arnold Ott (* 5. oder 6. Dezember 1840 in Vevey; † 30. September 1910 in Luzern) war ein Schweizer Arzt und Dichter.

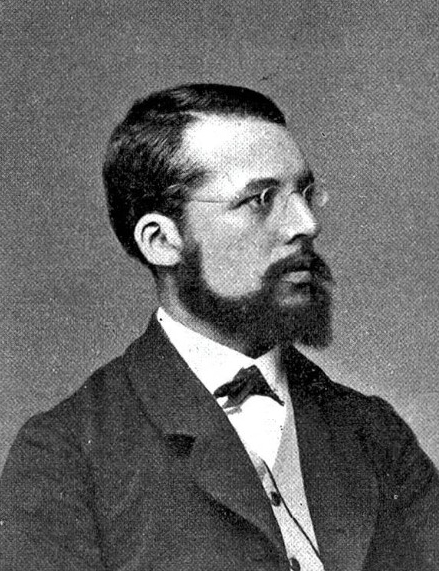
Arnold Ott, 1870

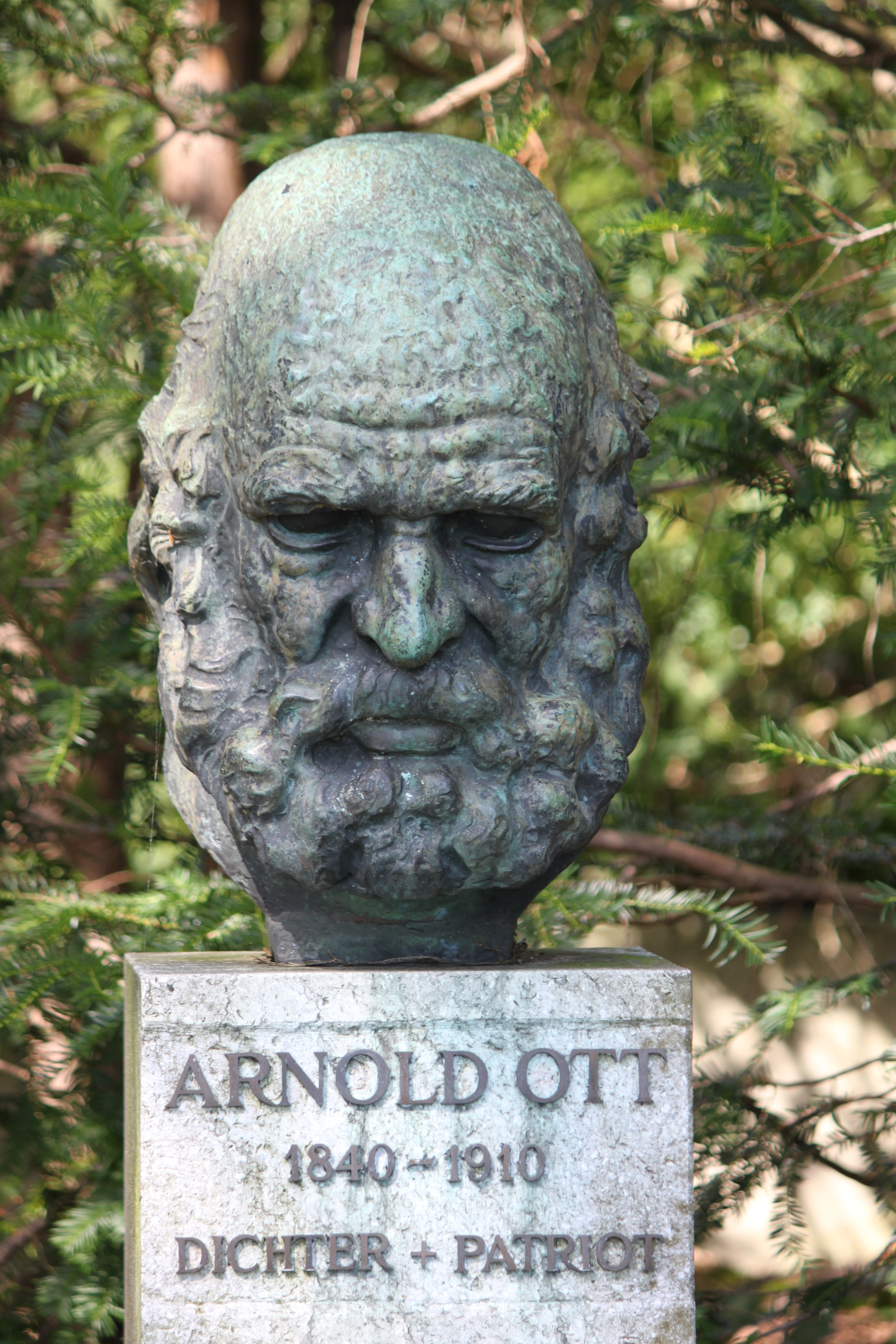
Denkmal in Luzern

## Berufs- und Lebensweg
Ott arbeitete als Augen- und Ohrenarzt in Neuhausen am Rheinfall, ab 1876 in Luzern. Des Weiteren war er als Lyriker und Dramatiker tätig.
In seiner Schulzeit lebte er bei seinem vermögenden Onkel Georg Heinrich Ott in Schaffhausen. Auf dessen Wunsch hin bereitete sich der 16-jährige Ott im Polytechnikum auf den Beruf eines Architekten vor. Sein Bestreben war es jedoch, Medizin zu studieren. So nahm er in Tübingen zunächst ein Chemiestudium auf, bis ihm sein Onkel das ersehnte Medizinstudium finanzierte. 
Im Jahre 1869 heiratete er Anna Maria Spörli, die er in seinem späteren Werk Agnes Bernauer literarisch verewigte. 
Während des Deutsch-Französischen Krieges war Ott 1870 Lazarettarzt in Karlsruhe. Zum Facharzt für Augenleiden ließ er sich von 1871 bis 1873 in Paris und Wien ausbilden. Seit 1875 arbeitete er nebenberuflich als Theaterkritiker  am Schaffhauser Intelligenzblatt. 
1889 fand sein Volksstück Agnes Bernauer am herzoglichen Hoftheater in Meiningen „glänzende Aufnahme“. Zwischen 1895 und 1904 wurden in Altdorf, Diessenhofen und Wiedikon von Arnold Ott verfasste Festspiele aufgeführt. Eines seiner bekannteren Stücke hiess Karl der Kühne und die Eidgenossen. Seine letzte Ruhestätte fand er auf dem Friedhof Friedental.

## Ehrung
Der Medailleur Max von Kawaczynski aus Charlottenburg gestaltete zu Ehren des Augenarztes und Schriftstellers eine Porträt-Medaille. Sie zeigt Avers den Geehrten mit der Umschrift: DR. ARNOLD OTT sowie das Monogramm MvK des Berliner Künstlers mit der Jahreszahl 1901.
Die Reversseite lehnt sich an eine Szene in Historienstücken an und trägt über einen am Boden mit Schwert ausgerüsteten leblosen Krieger sowie über ihn geneigten anderen Ritter die Umschrift: ICH WILL SO WEISE SEIN WIE ER UND SCHWEIGEN.

## Werke
- Agnes Bernauer. Historisches Volksschauspiel mit Musik in 5 Akten. Bonz, Stuttgart 1889.
- Rosamunde. Trauerspiel. Kaiser, Bern 1892.
- Grabesstreiter. Eine Sagentragödie. Keller-Verlag, Luzern 1898 Digitalisat Über den mittelalterlichen Kreuzfahrer Emicho.
- Gedichte. F. Fontane & Co., Berlin 1902